# Сумія Рейко
Рейко Сумія (яп. 住谷礼子; нар. 16 грудня 1977) — японська борчиня вільного стилю, чемпіонка, срібна та бронзова призерка чемпіонатів Азії.

## Життєпис
Боротьбою почала займатися з 1996 року.
Чемпіонка Японії 1996 року, срібна призерка чемпіонатів 1995, 1997 і 1998 років.
Виступала за борцівський клуб Університету Тойо. Тренер — Тосіюкі Тімасі.

## Спортивні результати на міжнародних змаганнях

### Виступи на Чемпіонатах світу
| Змагання                        | Збірна | Вагова категорія          | Місце |
| ------------------------------- | ------ | ------------------------- | ----- |
| Чемпіонат світу з боротьби 1996 | Японія | жіноча боротьба, до 75 кг | 7     |
| Чемпіонат світу з боротьби 1998 | Японія | жіноча боротьба, до 68 кг | 10    |

### Виступи на Чемпіонатах Азії
| Змагання                       | Збірна | Вагова категорія          | Місце  |
| ------------------------------ | ------ | ------------------------- | ------ |
| Чемпіонат Азії з боротьби 1996 | Японія | жіноча боротьба, до 75 кг | Бронза |
| Чемпіонат Азії з боротьби 1997 | Японія | жіноча боротьба, до 75 кг | Золото |
| Чемпіонат Азії з боротьби 1999 | Японія | жіноча боротьба, до 68 кг | Срібло |